# Кемяни (Ілавський повіт)
Кемяни (пол. Kiemiany) — село в Польщі, у гміні Залево Ілавського повіту Вармінсько-Мазурського воєводства.
Село розташоване приблизно за 7 кілометрів (4 милі) на південний захід від Залево та за 24 км (15 миль) на північ від Ілави та за 63 км (39 миль) на захід від регіональної столиці Ольштина.
У 1975-1998 роках село належало до Ольштинського воєводства.